# Perdere l'amore/Dove sta il poeta
Perdere l'amore è un brano musicale cantato da Massimo Ranieri, vincitore del Festival di Sanremo 1988. Negli anni in cui il voto del Festival era legato al concorso del Totip, questa canzone si aggiudicò il maggior numero di preferenze e il migliore distacco dalla seconda classificata. La canzone fu anche prima in classifica in Italia per cinque settimane consecutive.

## Descrizione
Il testo e la melodia furono composti da Giampiero Artegiani e Marcello Marrocchi ben tre anni prima della presentazione sanremese, ovvero nel 1985. Nel 1986 gli autori avevano già l'intenzione di presentare il brano al Festival e lo proposero a vari interpreti, tra cui Franco Califano e Gianni Morandi, ma se lo videro rifiutare a causa delle note molto alte e anche perché il pezzo era troppo importante. La canzone fu lanciata comunque per la prima volta alle selezioni del Festival del 1987 da Gianni Nazzaro e scartata perché non idonea al Festival; Nazzaro polemizzò negli anni seguenti su questa decisione, che ritenne contraddittoria e molto parziale. Alla fine, dopo altre proposte, Artegiani stesso fece ascoltare il brano a Massimo Ranieri, il quale, nonostante avesse avuto alcune esitazioni nel cantarlo, lo accettò comunque in quanto si trattava di un pretesto per realizzare un album con altre canzoni sempre della coppia Artegiani-Marrocchi per l'etichetta discografica WEA Italiana, alla quale Ranieri era legato da un contratto che scadeva proprio nello stesso anno, e che prevedeva prima della scadenza la realizzazione di un ultimo disco.
La canzone, unitamente alla vittoria, ottenne un enorme successo ed ebbe modo di rilanciare in ambito musicale Ranieri, il quale aveva dedicato quasi tutto l'ultimo decennio all'attività teatrale. L'interpretazione, non solo vocale ma anche mimica, che ne diede durante le esibizioni sanremesi, risentì della sua vena attoriale e aiutò a esprimere il tema trattato dalla canzone stessa, che parla di un uomo ormai non più giovane che vive una dolorosa separazione dalla sua compagna. Negli anni, Perdere l'amore è diventato uno dei brani in assoluto più popolari dell'artista napoletano, il quale la ritiene la canzone più acclamata dal pubblico durante i suoi concerti.
L'introduzione al pianoforte, divenuta celebre in quanto riprende già il tema del ritornello, è suonata da Sergio Conforti, vero nome di Rocco Tanica, tastierista degli Elio e le Storie Tese. L'arrangiamento del brano, come dell'intero album Perdere l'Amore, è di Lucio Fabbri. L'assolo di sassofono prima dell'ultimo ritornello è suonato da Paolo Panigada, vero nome di Feiez, sassofonista e polistrumentista degli stessi Elio e le Storie Tese.
Nel 2020 partecipa al concorso radiofonico I Love My Radio, a cui hanno preso parte in totale 45 canzoni.

## Cover
- 1996 - Lara Fabian la incide per l'album Pure (Arpège Musique, AM4-905), pubblicato in Francia e Canada
- 2003 - Di Quinto Rocco la incide per l'album Grandi successi (amc, SIL 55.440), pubblicato in Belgio
- 2004 - Ruggero Scandiuzzi la incide per l'album Io le canto così (Joker, MC 20089)
- xxxx - Mino Reitano la incide per l'album Sempre nel cuore (Fiumara – 12SC0077)
- 2020 - Tiziano Ferro in duetto con lo stesso Massimo Ranieri con l’arrangiamento originale nel primo album di cover Accetto miracoli: l'esperienza degli altri dopo averla cantata al Festival di Sanremo 2020.

Il lato B del singolo era Dove sta il poeta, scritta dagli stessi autori e anch'essa parte dell'album che sarebbe uscito di lì a un mese, con lo stesso titolo del singolo.

## Tracce
Lato A
1. Perdere l'amore

Lato B
1. Dove sta il poeta